# St. Stephanus (Ohrsleben)

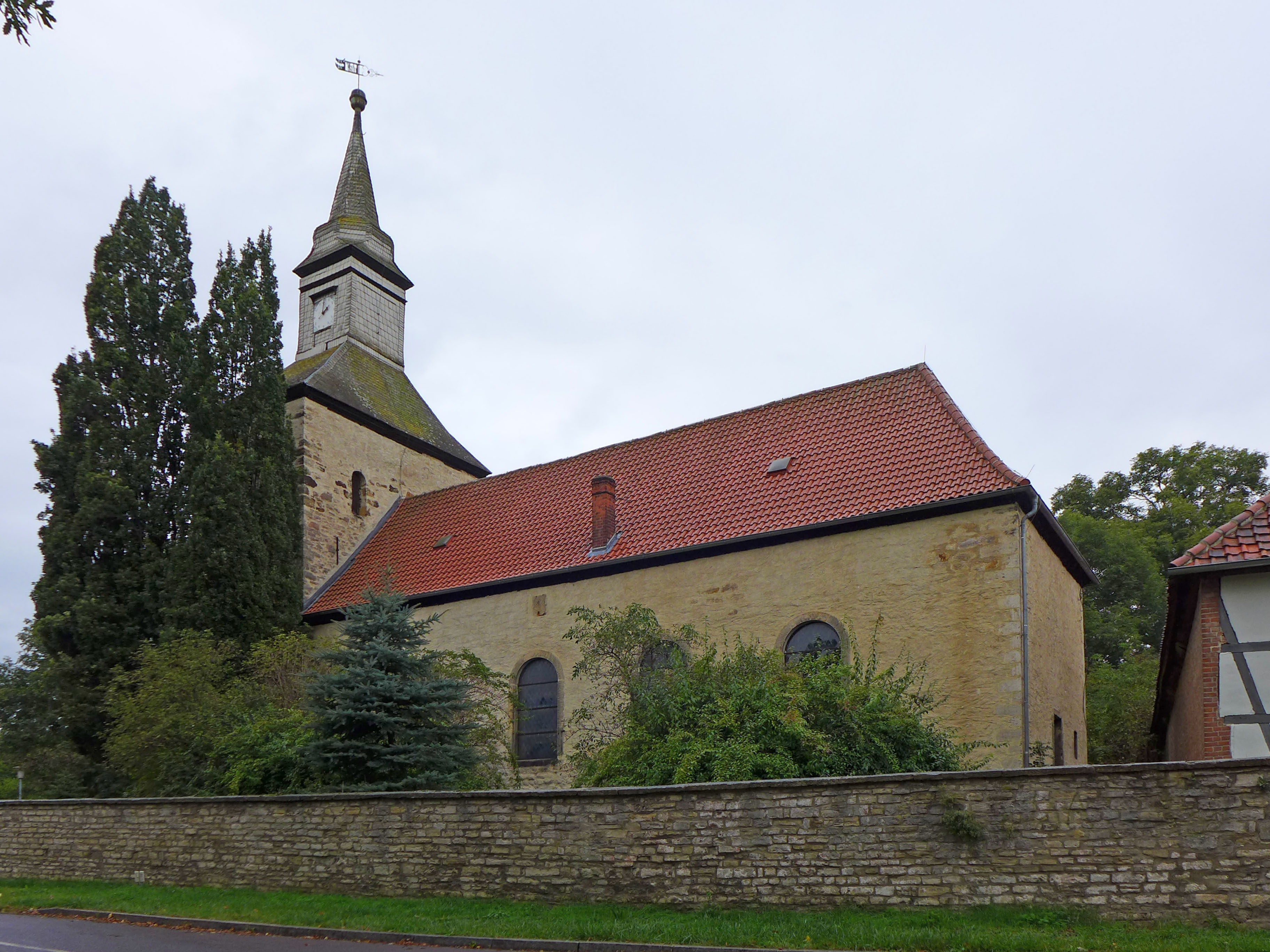
St.-Stephanus-Kirche

Die Kirche St. Stephanus ist die evangelische Kirche der Ortschaft Ohrsleben in der sachsen-anhaltischen Gemeinde Hötensleben. 
Der Westturm der nach Stephanus benannten Kirche wurde laut Inschrifttafel 1555 erbaut und setzt sich auf einen inhomogen gestalteten Rechtecksaal aus Bruchsteinen auf. Der Innenraum ist flachgedeckt und wurde 1832 im Rahmen einer Neuausstattung umgestaltet. An ihn schließt sich westlich eine dreiteilige Empore mit einem Orgelprospekt von 1901 an. Das geostete Kirchenschiff wird durch eine Baufuge architektonisch zweigeteilt: der westliche Teil entstand möglicherweise 1588 (entspricht dem Baujahr der auf der Südseite angebrachten Sonnenuhr), der östliche im Zuge der barocken Umbauphase 1756. Die Turmbekrönung entstammt dem Jahre 1756, die Raumfassung geht auf das Jahr 1926 zurück. 